# Armalcolit
Armalcolit egy különleges ásvány, amelyet a Holdon járt első űrexpedícíó űrhajósairól neveztek el.

## Az ásvány megtalálása a Holdon
Az első Holdra szállás a Mare Tranquillitatisban (Nyugalom tengerén) történt. Az Apollo–11 űrhajósai 1969 júliusában jártak a Holdon, és mintegy 25 kilogramm holdkőzetet gyűjtöttek. A kőzetminták között olyan ásványok is szerepeltek, amelyek ebben az összetételben a Földön még nem fordultak addig elő. Az egyik ilyen vas-titán oxidásványt a három Apollo-11 űrhajósról nevezték el úgy, hogy nevük első szótagjából összeolvasva áll elő az ásvány neve: Armstrong, Aldrin és Collins.

## Az ásvány későbbi megtalálása a Földön
Részletes összehasonlító vizsgálatok alapján az armalcolitot földi lelőhelyeken is megtalálták. Legérdekesebb talán a grönlandi Disko-sziget fémvasában talált armalcolit. Itt a bazaltláva széntartalmú rétegeken át tört utat a felszínre, és a szén a lávában lévő vas egy kis részét redukálta. Ez az oka annak, hogy a bazaltban lévő fémvas környezetében lehetett az armalcolitot megtalálni, mert a holdi környezet szintén redukáló, míg a Földön csak rendkívüli körülmények között jöhet csak létre.
Más előfordulási helyei az Amerikai Egyesült Államokban: Smoky Butte, Montana, Ukrajnában a Pripjaty közelében, a Pripjaty-mocsár vidékén (itt trachibazaltban fordul elő). Lelőhelye még Dél-Afrikában van, az ottani kimberlitekben.
Az armalcolit kémiai összetétele (Mg,Fe2+)Ti2O5. Keménysége 6, fajsúlya 4 g/cm³. Rombos kristályai tömeges halmazokban jelennek meg a kőzetben. Az armalcolit a pszeudobrookit csoportba tartozik. E csoport ásványai a következő általános formulával írhatók le: X2YO5. X és Y általában Fe (2+ és 3+), Mg, Al, és Ti lehet. A sorozat szélső tagjai a következők: az armalcolite (MgFeTi2O5), a pszeudobrookit (Fe2TiO5), és a ferropszeudobrookit (FeTi2O5).

## Lásd még
- Ásvány
- Holdkőzetek
- Gabbró